# Самодіяльний народний театр
Самодіяльні народні театри — аматорські театри вищого ступеня, добирані на періодичних оглядах-конкурсах та олімпіадах із численних самодіяльних театрів, організованих в УРСР по клубних установах. В незалежній Україні з 1999 року — театральний колектив, що має звання "народний (або "зразковий") аматорський".
Самодіяльні народні театри мали постійні трупи і поділялись на драматичні, оперні, балетні, музкомедійні тощо. 1964 рік на 26 000 самодіяльних гуртків було 58 самодіяльних народних театрів. Звання Самодіяльний народний театр присуджувалось міністерством культури і радами профспілок республік. Культурно-освітні технікуми готували кадри керівників самодіяльних народних театрів.
Згідно "Положення про народний (зразковий) аматорський колектив (студію) закладів культури системи Міністерства культури України", затвердженого Наказом Міністерства культури України від 23 червня 1999 року, аматорському театральному колективу (а також аматорським колективам за іншими видами народної творчості), що діють у закладах культури системи Міністерства культури України та в середовищі закордонного українства, може бути присвоєно почесне звання "народний" (для дорослих) або "зразковий" (для дитячих колективів). Присвоєння  звання "народний" ("зразковий") має на меті посилення   ролі  народних  аматорських  колективів  у  здійсненні державної  культурної політики, активізацію аматорського руху як в Україні, так і за її межами. Звання "народний (зразковий) аматорський   колектив" присвоюється постійно діючому аматорському колективу, який творчо працює понад 3 роки, за активну творчу діяльність із збереження, розвитку і пропаганди української культури як в Україні, так і за її межами шляхом підготовки та демонстрації творів відповідного виду мистецтва, за високий художній рівень та виконавську майстерність, активну навчально-виховну роботу серед учасників колективу, участь в організації дозвілля населення.
Звання "народний" ("зразковий") аматорський колектив (студія) присвоюється постановою колегії Міністерства культури Автономної Республіки Крим, структурними підрозділами з питань культури обласних, Київської та Севастопольської міських державних адміністрацій на підставі висновків відповідної атестаційної комісії (а аматорським колективам   закордонного українства — Постановою колегії Міністерства  культури і мистецтв України на підставі характеристики-рекомендації організацій української діаспори, узгодженої з дипломатичними установами України).
Колектив,  який  має  звання  "народний"  ("зразковий"), підтверджує  свій  статус раз на три роки,  показуючи свої роботи, твори глядачам та атестаційній  комісії.
Керівництво народним (зразковим) аматорським театром здійснює режисер (або керівник театрального колективу). Також, за рішенням засновника, до штату народного (зразкового) аматорського театру може вводитися завідувач художньої частини.